# Lackawanna (rivière)
La rivière Lackawanna (ou Lackawanna River en anglais) est une rivière de 68 km de long, coulant en Pennsylvanie, au sein des montagnes Poconos. Elle est un affluent de la Susquehanna, le confluent étant situé à Pittston.
Son nom provient d'un mot lénape signifiant : « rivière qui forme une fourche », en référence à ces deux branches est et ouest qui se rejoignent au niveau du lac Stillwater (en).
Elle est l'un des 14 cours d'eau officiellement nommés American Heritage Rivers.

## Villes traversées
- Forest City
- Carbondale
- Mayfield
- Jermyn
- Archbald
- Jessup
- Blakely
- Olyphant
- Dickson City
- Throop
- Scranton
- Taylor
- Moosic
- Old Forge
- Duryea
- Pittston